# Roberto García Blanes
Roberto García Blanes (Rubí, 19 d'abril de 1940 - Alacant, 3 de febrer de 2015) fou un polític valencià d'origen català, alcalde d'Elda i diputat a les Corts Valencianes en la IV Legislatura.

## Biografia
En 1945 es va instal·lar a Elda amb la seva família i treballà com a administrador i gestor d'empreses del calçat. En 1976 va ingressar al PSPV-PSOE i en fou cap de l'executiva local el 1977 i de l'Alt Vinalopó. A les eleccions municipals espanyoles de 1979 fou escollit alcalde d'Elda, càrrec que va revalidar a les eleccions de 1983, 1987 i 1991. Fou elegit diputat a les eleccions a les Corts Valencianes de 1995, on fou vocal de la Comissió Especial d'estudi sobre la situació de la Sequera a la Comunitat Valenciana. El gener de 2000 va ser contractat com a responsable del Departament de Certàmens Internacionals per la Institució Firal d'Alacant.
Va morir a Alacant el 3 de febrer de 2015 als 74 anys, després d'una llarga malaltia.